# I'm Real (álbum)
I'm Real é o 57º álbum de estúdio do músico americano James Brown. O álbum foi lançado em 1988 pela Scotti Bros. Records. Todas as faixas foram produzidas, escritas e arranjados pelo grupo Full Force, com exceção de "I'm Real" (co-escrito por Full Force e James Brown) e "It's Your Money $" (escrita e produzida apenas por Brown). Foi o primeiro álbum de James Brown com uso de scratches.

## Faixas
| N.º | Título                                     | Duração |  |
| 1.  | "Tribute (Full Force)"                     | 0:22    |  |
| 2.  | "I'm Real"                                 | 5:33    |  |
| 3.  | "Static (Part 1 & 2)"                      | 4:51    |  |
| 4.  | "Time To Get Busy"                         | 5:15    |  |
| 5.  | "You And Me"                               | 4:36    |  |
| 6.  | "Interview"                                | 0:46    |  |
| 7.  | "She Looks All Types A' Good"              | 5:22    |  |
| 8.  | "Keep Keepin'"                             | 5:28    |  |
| 9.  | "Can't Git Enuf"                           | 4:43    |  |
| 10. | "It's Your Money $"                        | 5:35    |  |
| 11. | "Godfather Runnin' The Joint (Full Force)" | 2:31    |  |

## Créditos
- James Brown - vocais
- Full Force (B-Fine (bateria), Shy Shy (baixo), Paul Anthony (vocais), Bowlegged Lou (vocais), 'Curt-T-T' Bedeau (guitarra), Baby Gerry (teclados)).- música, arranjos, backing vocals
- Baby Gerry (Gerard Charles) - scratches
- Maceo Parker - saxofone em "You and Me", "She Looks All Types A' Good" e "Keep Keepin'"